# Montreuil-Bellay (zámek)
Zámek Montreuil-Bellay leží ve městě Montreuil-Bellay v departementu Maine-et-Loire ve Francii. Byl postaven na kopci na břehu řeky Thouet, kde kdysi stálo oppidum.
V 11. století zde šlechtic Fulko III. z Anjou postavil hrad. Okolo roku 1025 ho daroval svému vazalovi Giraudovi Berlay (označovanému i jako Bellay). Agnes, poslední dcera z rodu Bellay, se roku 1217 vdala za Guillauma de Melun. Tento rod potom sídlil v Montreuil zhruba 200 let.
Stoletá válka mezi Anglií a Francií (1337–1453) přinesla hladomor, loupeže a  zdevastovanou zemi. Po porážce Angličanů byly postaveny vysoké masivní hradby s třinácti věžemi. Vstup do hradu byl možný jedině přes padací most a opevněnou věž. Ve druhé polovině 15. století byl hrad přestavěn na zámek v renesančním stylu s vysokými věžemi.
Během francouzských náboženských válek (1562–1598) bylo město Montreuil-Bellay vypleněno a vypáleno, ale zámek utrpěl jenom malé škody. Vlastnictví se mnohokrát změnilo. V průběhu francouzské revoluce (1789–1799) ho používali revolucionáři jako vězení pro ženy monarchistů.
V roce 1822 zámek koupil obchodník Adrien Niveleau. Roku 1860 se stal majetkem jeho dcery, která provedla renovaci. V současnosti, na počátku 21. století, je zámek v rukou potomků synovce jejího manžela.